# Anemocarpa
Anemocarpa je rod biljaka iz porodice Asteraceae smješten u tribus Gnaphalieae. 
Postoje tri zeljaste vrste, sve su australski endemi. Rod je opisan u Nuytsia; Western Australia's Journal of Systematic Botany 8(3): 452–453. 1992.

## Vrste
1. Anemocarpa calcicola Paul G.Wilson
2. Anemocarpa podolepidium (F.Muell.) Paul G.Wilson
3. Anemocarpa saxatilis (Paul G.Wilson) Paul G.Wilson